# 廉斯鑡
廉斯鑡（れんしさく、염사치）は、辰韓の右渠帥。
廉斯鑡は、楽浪郡が肥沃な土地であり、経済が豊かという話を聞きつけ、楽浪郡に帰化に赴く途中、辰韓の奴隷となっていた漢人戸来に遭遇し、戸来に帰順する。その後、楽浪郡の軍勢を借りて辰韓に行き、1000余人の漢人奴隷を解放させ、死んだ奴隷500人に対する対価として辰韓人15000人と弁韓布15000匹を楽浪郡に収める。

## 分析
漢四郡の住人が韓で奴隷にされていたことから、楽浪郡が辰韓から攻撃を受けていたことを示し、楽浪郡と辰韓との葛藤を示唆する。楽浪郡に過度な対価を収めた廉斯鑡の行為は誇張されているとみられるが、功を認められ史料に記録されたことは注目される。